# Misol-Ha-vízesés
A Misol-Ha-vízesés Mexikó Chiapas államának északi részén, Salto de Agua község területén, Ejido San Miguel falu mellett helyezkedik el. Magassága 40 m, szélessége 10 m, vize egy 40 méter átmérőjű, nagyjából kör alakú, 25 méter mély medencébe hull.

## Elhelyezkedés, környezet
A vízesés Chiapas államban, Palenquétől délre fekszik légvonalban kb. 12,5 km-re, úton viszont mintegy 20 km a távolság. A 199-es számú főúton kell elindulni, ahonnan egy másfél km-es bekötőút vezet nyugat felé a vízeséshez.
Szűk környezete bár nem sík, de nem jellemzőek rá a nagyobb hegyek vagy dombok, a terep tengerszint feletti magassága 240-300 méter között változik. Nagy területet trópusi esőerdő borít, köszönhetően a forró, igen csapadékos éghajlatnak: a havi átlaghőmérsékletek a környéken 20 °C és 40 °C között vannak, az éves csapadékmennyiség középértéke 3298 mm.

## Turizmus
A vízesés egy kelet felől érkező folyón található. A 40 méter magas vízfüggöny mögött egy kb. 50 méter mély barlang is tátong, ahova kiépített járdán is eljuthat a látogató és a lent található tóban úszásra is lehetőség van. Az ide érkező (évente akár százezernyi) turista számára több vendégházat (8 db kétszemélyeset és 4 db ötszemélyeset), játszóteret, kézművesboltot, egészségügyi szolgáltatóházat és egy helyi ételspecialitásokat is kínáló vendéglőt is felépítettek, ezen kívül lehetőség van vezetett túrák megtételére is, többek között egy 700 m-es ösvényen felkapaszkodhatunk a vízesés tetejéhez is.
A közelben egy mesterséges tóban afrikai eredetű tilápiákat is tenyésztenek, itt a látogatók egy csónakból akár horgászhatnak is.
A Misol-Ha-vízesésnél forgatták az Arnold Schwarzenegger főszereplésével készült Ragadozó című film egyes jeleneteit is.